# Sherborne
Sherborne är en stad och civil parish i Dorset i England. Orten har 9 523 invånare (2011). Byn nämndes i Domedagsboken (Domesday Book) år 1086, och kallades då Scireburne.